# Theresa Rebeck
Theresa Rebeck é uma dramaturga, escritora de televisão e romancista americana. Seu trabalho apareceu nos palcos [Broadway teatro] e [Off-Broadway]], no cinema e na televisão. Entre seus prêmios estão os escritores de mistério da América Edgar Award. Em 2012, ela recebeu o prêmio Athena Film Festival de Excelência como dramaturga e autora de filmes, livros e televisão. Ela premiada com o Alex Awards de 2009. Seus trabalhos influenciaram dramaturgos americanos, trazendo uma vantagem feminista em seus trabalhos antigos.

## Biografia
Rebeck nasceu em Kenwood, Ohio, e formou-se na Ursuline Academy de Cincinnati em Ursuline Academy (Cincinnati, Ohio) Academia de Ursuline em 1976.